# 斯特魯維家族
斯特魯維家族（Struve family，德語發音：[ˈʃtʁuvə]；俄語發音：[ˈstruvɪ]）是一個自18到20世紀的波羅的海德國人家族，該家族是連續五代的天文學家世家。部分家族成員在化學、政治、外交上也相當著名。

## 家族起源
斯特魯維家族的第一個分支是來自今日德國漢堡市阿通納區（曾屬於丹麥）的分支。該分支是連續五代的天文學家世家。該家族成員的第一位科學家是數學家雅各布·斯特魯維（Jacob Struve,  1755年–1841年）；父母是約翰·斯特魯維（Johann Struve, 1700年–1778年）和阿貝爾·斯特魯維（Abel Struve, 1719年–1762年）。1783年雅各布和Maria Emerentia Wiese（1764年–1847年）結婚，育有以下子女：
- 卡爾·斯特魯維（1785年–1838年）
- 恩斯特·斯特魯維（1786年–1822年）

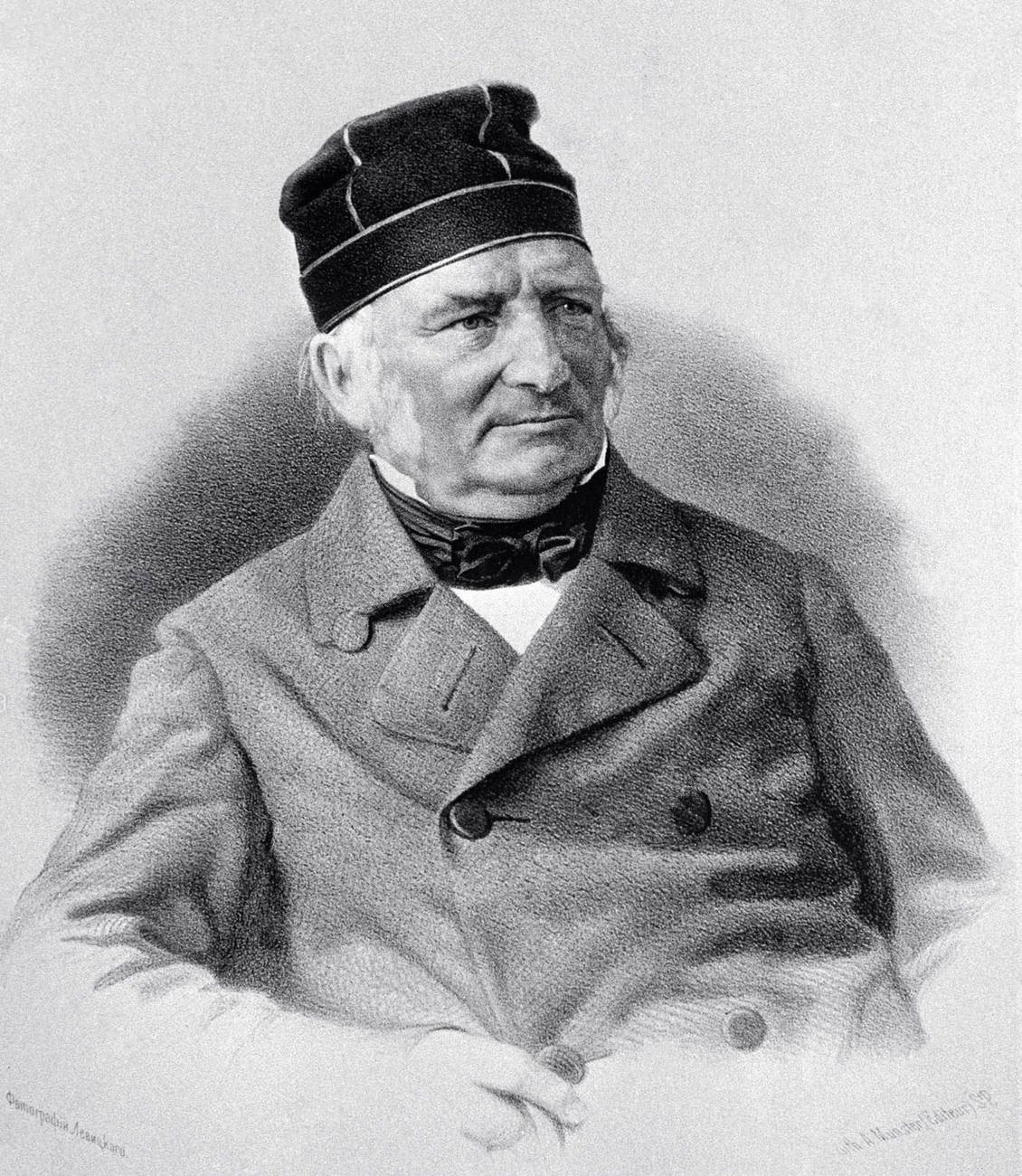
弗里德里希·格奧爾格·威廉·馮·斯特魯維

- 古斯塔夫·斯特魯維（1788年–1829年）
- 克里斯蒂娜·斯特魯維（1791年–1853年）
- 弗里德里希·格奧爾格·威廉·馮·斯特魯維（1793年–1864年）
- 路得維希·斯特魯維（1795年–1828年）
- 約翰娜·斯特魯維（1797年–1871年）

19世紀初雅各布將他的兒子送往俄羅斯帝國統治的多爾帕特（Dorpat，今愛沙尼亞塔爾圖）逃避拿破崙軍隊的徵兵。他的第四子弗里德里希·格奧爾格·威廉·馮·斯特魯維1813年起在多爾帕特大學任教，並在1820年起擔任全職教授和塔爾圖天文台台長。後來弗里德里希被沙皇尼古拉一世封為貴族，並任命他建立普尔科沃天文台，而他也在1839到1862年間擔任該台台長。
弗里德里希於1815年和 Emilie Wall（1796年–1834年）結婚，育有12名子女，包含 ：
- 奧托·威廉·馮·斯特魯維 （1819年–1905年），天文學家
- 根里克·斯特魯維（1822年 - 1908年），化學家
- 伯恩加德·瓦西里耶維奇·斯特魯維（1827年 - 1889年），西伯利亞的政府官員，後擔任彼尔姆和阿斯特拉罕地方行政長官。

弗里德里希的第一任妻子去世後，他和 Johanna Henrietta Francisca Barthels（1807年 - 1867年）結婚，生有6名子女，其中包含外交官卡爾·馮·斯特魯維（1835年 - 1907年）。
雅各布的堂兄弟安東·塞巴斯蒂安·馮·斯特魯維（Anton Sebastian von Struve）曾是位於雷根斯堡的神聖羅馬帝國議會議長，之後擔任俄羅斯帝國樞密院成員。安東和他的妻子 née Johanne Dorothea Werner 育有以下子女：
- 卡特琳娜·艾麗薩貝塔·馮·斯特魯維（1759年–1838年）
- 約翰·克里斯多福·古斯塔夫·馮·斯特魯維（1763年–1828年）[4]
- 約翰·格奧爾格·馮·斯特魯維（1766年–1831年）
- 約翰·克里斯蒂安·馮·斯特魯維（1768年–1812年）
- 奧古斯特·威廉·馮·斯特魯維（1770年–1838年）
- 海因里希·克里斯多福·格弗里恩·馮·斯特魯維（1772年–1851年）
- 阿爾布雷希特·馮·斯特魯維（1774年–1794年）
- 菲利皮訥·羅西娜·艾麗薩貝塔·馮·斯特魯維（1775年–1819年）

## 奧托·威廉·馮·斯特魯維系（第三代）

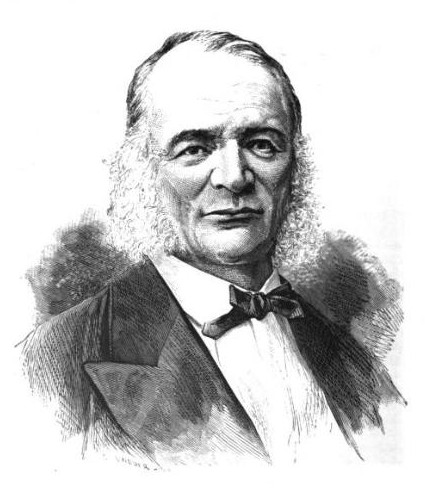
奧托·威廉·馮·斯特魯維

奧托·威廉·馮·斯特魯維（1819年–1905年）於1862年到1889年擔任普爾科沃天文台台長，1889年移民德國。他先後和 Emilie Dyrssen（1823年–1868年）、Emma Jankowsky（1839年–1902年）結婚，育有以下子女：
- 卡爾·赫爾曼·斯特魯維 （1854年–1920年），天文學家，1895年移民德國[6]
- 古斯塔夫·路德維希·斯特魯維（1858年–1920年），天文學家[7]
- 艾蜜莉·娜塔莉·威廉敏娜·斯特魯維（1874年–1965年）

卡爾·赫爾曼·斯特魯維的一個兒子格奧爾格·奧托·赫爾曼·斯特魯維（1886年–1933年）也是天文學家。格奧爾格·奧托·赫爾曼·斯特魯維有二子威爾弗里德·斯特魯維（Wilfried Struve，1914年–1992年）和萊因哈特·斯特魯維（Rheinhard Struve，1919年–1943年）。
古斯塔夫·路德維希·斯特魯維和他的妻子 Elizaveta 育有一子奥托·斯特鲁维（1897年–1963年），奧托曾參加第一次世界大戰，1917年俄国革命後效命於白軍，後移民美國成為著名天文學家。另一子沃納是白軍軍官，死於結核。其最小的孩子是女兒，在俄國革命期間溺死。古斯塔夫和他當時活著的兒子奧托逃往土耳其，古斯塔夫於1920年去世。
奥托·斯特魯維（1897年–1963年）於美國經由他在柏林天文台工作的伯父赫爾曼幫助找到工作。奧托移民美國後於1925年和 Mary Martha Lanning 結婚，無子女。

## 伯恩加德·瓦西里耶維奇·斯特魯維系（第三代）
伯恩加德·瓦西里耶維奇·斯特魯維 （1827年 - 1889年）是西伯利亞的政府官員，後擔任彼爾姆和阿斯特拉罕地方行政長官。他有以下子女：
- 瓦西里·伯恩加多維奇·斯特魯維（1854年–1912年）
- 彼得·伯恩加多维奇·司徒卢威（1870年–1944年），政治經濟學家、哲學家
- 亞歷山大·伯恩加多維奇·斯特魯維

瓦西里·伯恩加多維奇·斯特魯維和 Borisa Alexandrovna Turaeva（1868年–1920年）結婚，育有以下子女：
- 瓦西里·瓦西里耶維奇·斯特魯維（1889年–1965年），東方學家

彼得·伯恩加多维奇·司徒卢威在1917年俄國革命後移居法國，育有以下子女：
- 格列布·彼得羅維奇·斯特魯維（1898年–1985年），詩人與文學史家
- 阿列克謝·彼得羅維奇·斯特魯維
- 康斯坦丁·彼得羅維奇·斯特魯維（1903年–1948年）
- 阿爾卡季·彼得羅維奇·斯特魯維（1905年–1951年）

阿列克謝·彼得羅維奇·斯特魯維和 Ekaterina Andreevna Katuar 結婚，育有以下子女：
- 彼得·斯特魯維（1925年–1968年）
- 尼基塔·斯特魯維（1931年–），數個在歐洲的俄語刊物編輯、教授

## 卡爾·馮·斯特魯維系（第三代）
卡爾·馮·斯特魯維（1835年–1907年）曾經是俄羅斯帝國駐日本、美國（1882年 - 1892年）和荷蘭（1892年–1904年）外交官。依照德語的模式，他可以使用「斯特魯維男爵」（Baron von Struve）的頭銜，儘管這無法確定他的國籍是德國或俄羅斯。美國媒體則普遍稱他 Baron de Struve。
卡爾和他的妻子 Maria Nikolaevna Annenkova（1844年–1889年）育有以下子女：
- 鮑里斯·斯特魯維（1912年 -）
- 薇拉·斯特魯維（1876年–1949年）
- 歐嘉·斯特魯維
- 葉蓮娜·斯特魯維
- 瑪露西亞·斯特魯維

卡爾的妻子因為健康狀況不佳，於1885年返回俄國，1889年在聖彼德堡附近的 Kielmarky 去世。

## 其他支系
弗里德里希·格奧爾格·威廉·馮·斯特魯維的堂兄約翰·克里斯多福·古斯塔夫·馮·斯特魯維是外交官安東·塞巴斯蒂安·馮·斯特魯維（1729年—1802年）的兒子，是派駐於巴伐利亞雷根斯堡的俄國外交官，約翰和其妻 née Sibilla Christiana Friedrike von Hochstetter 育有11名子女，包含：
- 古斯塔夫·斯特魯維（1805年–1870年）政治家、法學家、軍人。在巴登的1848年革命失敗後移民美國，晚年返回德國[14][15]。
- 約翰·路德維希·卡爾·海因里希·馮·斯特魯維（1812年–1898年），1848年革命失敗後遷居美國德克薩斯州費耶特縣，晚年回到德國达姆施塔特附近居住。他和第一任妻子 Stephanie von Borowski 生的兩個最年長的兒子弗里德里希·威廉·阿曼德·斯特魯維（1838年–1902年）和路易·約瑟夫·斯特魯維（1839年–1921年）在海因里希回到德國後仍留在德州。

另一個支系是出自歐登堡大公國，後於1852年移民美國的亨利·斯特魯維。他是一位律師，並曾在1882和1883年被選為西雅圖市長。亨利和他的妻子 Lascelle Knighton 育有以下子女：
- 亨利·K·斯特魯維
- 海倫·斯特魯維
- 弗雷德里克·卡爾·斯特魯維
- 瑪麗·斯特魯維

亨利的幼子弗雷德里克·卡爾·斯特魯維曾於1914年被選為西雅圖國家銀行總裁。

## 家族傳統
雅各布在寄給弗里德里希的一封信中告知了他的生活態度，而這也是斯特魯維家族的生活精神：
A teneris adsuescere multum est. Wir Struve können nicht ohne anhaltende Arbeit vergnügt leben, weil wir von frühester Jugend an uns überzeugt haben, daß sie die nützlichste und beste Würze des Menschenlebens ist.

（我們斯特魯維家不持續工作就無法安居樂業，因為從年輕時代我們就知道，它是人類生命最有用和最好的美德。）
斯特魯維家族的天文學家在進行天文觀測時，會帶一種由妻子製做的帽子。這帽子是使用紅色絲絨製做，旁邊鑲有金線。金線數量代表是第幾代成員擁有；所以弗里德里希·格奧爾格·威廉的帽子有一條金線，而格奧爾格·赫爾曼的帽子上有四條。

## 斯特魯維家族樹部分成員
|                                            |                                            |                                            |                                            |                                            |                                            |  |  |                                              |                                              |                                              |                                              |                                              |                                              |  |  | 雅各布 （1755年–1841年） 數學家                | 雅各布 （1755年–1841年） 數學家                | 雅各布 （1755年–1841年） 數學家                | 雅各布 （1755年–1841年） 數學家                | 雅各布 （1755年–1841年） 數學家                | 雅各布 （1755年–1841年） 數學家                |  |  |                                                     |                                                     |                                                     |                                                     |                                                     |                                                     |  |  |                                     |                                     |                                     |                                     |                                     |                                     |  |  | 安東·塞巴斯蒂安 神聖羅馬帝國議會議長              | 安東·塞巴斯蒂安 神聖羅馬帝國議會議長              | 安東·塞巴斯蒂安 神聖羅馬帝國議會議長              | 安東·塞巴斯蒂安 神聖羅馬帝國議會議長              | 安東·塞巴斯蒂安 神聖羅馬帝國議會議長              | 安東·塞巴斯蒂安 神聖羅馬帝國議會議長              |  |  |  |  |  |  |  |  |  |  |  |  |  |  |  |  |  |  |  |  |  |  |  |  |  |  |  |  |  |  |  |  |
|                                            |                                            |                                            |                                            |                                            |                                            |  |  |                                              |                                              |                                              |                                              |                                              |                                              |  |  | 雅各布 （1755年–1841年） 數學家                | 雅各布 （1755年–1841年） 數學家                | 雅各布 （1755年–1841年） 數學家                | 雅各布 （1755年–1841年） 數學家                | 雅各布 （1755年–1841年） 數學家                | 雅各布 （1755年–1841年） 數學家                |  |  |                                                     |                                                     |                                                     |                                                     |                                                     |                                                     |  |  |                                     |                                     |                                     |                                     |                                     |                                     |  |  | 安東·塞巴斯蒂安 神聖羅馬帝國議會議長              | 安東·塞巴斯蒂安 神聖羅馬帝國議會議長              | 安東·塞巴斯蒂安 神聖羅馬帝國議會議長              | 安東·塞巴斯蒂安 神聖羅馬帝國議會議長              | 安東·塞巴斯蒂安 神聖羅馬帝國議會議長              | 安東·塞巴斯蒂安 神聖羅馬帝國議會議長              |  |  |  |  |  |  |  |  |  |  |  |  |  |  |  |  |  |  |  |  |  |  |  |  |  |  |  |  |  |  |  |  |
|                                            |                                            |                                            |                                            |                                            |                                            |  |  |                                              |                                              |                                              |                                              |                                              |                                              |  |  |                                                |                                                |                                                |                                                |                                                |                                                |  |  |                                                     |                                                     |                                                     |                                                     |                                                     |                                                     |  |  |                                     |                                     |                                     |                                     |                                     |                                     |  |  |                                                   |                                                   |                                                   |                                                   |                                                   |                                                   |  |  |  |  |  |  |  |  |  |  |  |  |  |  |  |  |  |  |  |  |  |  |  |  |  |  |  |  |  |  |  |  |
| 卡爾 （1785年–1838年） 語言學家            | 卡爾 （1785年–1838年） 語言學家            | 卡爾 （1785年–1838年） 語言學家            | 卡爾 （1785年–1838年） 語言學家            | 卡爾 （1785年–1838年） 語言學家            | 卡爾 （1785年–1838年） 語言學家            |  |  | 恩斯特 （1786年–1822年）                     | 恩斯特 （1786年–1822年）                     | 恩斯特 （1786年–1822年）                     | 恩斯特 （1786年–1822年）                     | 恩斯特 （1786年–1822年）                     | 恩斯特 （1786年–1822年）                     |  |  | 古斯塔夫 （1788年–1829年）                     | 古斯塔夫 （1788年–1829年）                     | 古斯塔夫 （1788年–1829年）                     | 古斯塔夫 （1788年–1829年）                     | 古斯塔夫 （1788年–1829年）                     | 古斯塔夫 （1788年–1829年）                     |  |  | 弗里德里希·格奧爾格·威廉 （1793年–1864年） 天文學家 | 弗里德里希·格奧爾格·威廉 （1793年–1864年） 天文學家 | 弗里德里希·格奧爾格·威廉 （1793年–1864年） 天文學家 | 弗里德里希·格奧爾格·威廉 （1793年–1864年） 天文學家 | 弗里德里希·格奧爾格·威廉 （1793年–1864年） 天文學家 | 弗里德里希·格奧爾格·威廉 （1793年–1864年） 天文學家 |  |  | 路德維希 （1795年–1828年） 解剖學家 | 路德維希 （1795年–1828年） 解剖學家 | 路德維希 （1795年–1828年） 解剖學家 | 路德維希 （1795年–1828年） 解剖學家 | 路德維希 （1795年–1828年） 解剖學家 | 路德維希 （1795年–1828年） 解剖學家 |  |  | 約翰·克里斯多福·古斯塔夫 （1763年–1828年） 外交官 | 約翰·克里斯多福·古斯塔夫 （1763年–1828年） 外交官 | 約翰·克里斯多福·古斯塔夫 （1763年–1828年） 外交官 | 約翰·克里斯多福·古斯塔夫 （1763年–1828年） 外交官 | 約翰·克里斯多福·古斯塔夫 （1763年–1828年） 外交官 | 約翰·克里斯多福·古斯塔夫 （1763年–1828年） 外交官 |  |  |  |  |  |  |  |  |  |  |  |  |  |  |  |  |  |  |  |  |  |  |  |  |  |  |  |  |  |  |  |  |
| 卡爾 （1785年–1838年） 語言學家            | 卡爾 （1785年–1838年） 語言學家            | 卡爾 （1785年–1838年） 語言學家            | 卡爾 （1785年–1838年） 語言學家            | 卡爾 （1785年–1838年） 語言學家            | 卡爾 （1785年–1838年） 語言學家            |  |  | 恩斯特 （1786年–1822年）                     | 恩斯特 （1786年–1822年）                     | 恩斯特 （1786年–1822年）                     | 恩斯特 （1786年–1822年）                     | 恩斯特 （1786年–1822年）                     | 恩斯特 （1786年–1822年）                     |  |  | 古斯塔夫 （1788年–1829年）                     | 古斯塔夫 （1788年–1829年）                     | 古斯塔夫 （1788年–1829年）                     | 古斯塔夫 （1788年–1829年）                     | 古斯塔夫 （1788年–1829年）                     | 古斯塔夫 （1788年–1829年）                     |  |  | 弗里德里希·格奧爾格·威廉 （1793年–1864年） 天文學家 | 弗里德里希·格奧爾格·威廉 （1793年–1864年） 天文學家 | 弗里德里希·格奧爾格·威廉 （1793年–1864年） 天文學家 | 弗里德里希·格奧爾格·威廉 （1793年–1864年） 天文學家 | 弗里德里希·格奧爾格·威廉 （1793年–1864年） 天文學家 | 弗里德里希·格奧爾格·威廉 （1793年–1864年） 天文學家 |  |  | 路德維希 （1795年–1828年） 解剖學家 | 路德維希 （1795年–1828年） 解剖學家 | 路德維希 （1795年–1828年） 解剖學家 | 路德維希 （1795年–1828年） 解剖學家 | 路德維希 （1795年–1828年） 解剖學家 | 路德維希 （1795年–1828年） 解剖學家 |  |  | 約翰·克里斯多福·古斯塔夫 （1763年–1828年） 外交官 | 約翰·克里斯多福·古斯塔夫 （1763年–1828年） 外交官 | 約翰·克里斯多福·古斯塔夫 （1763年–1828年） 外交官 | 約翰·克里斯多福·古斯塔夫 （1763年–1828年） 外交官 | 約翰·克里斯多福·古斯塔夫 （1763年–1828年） 外交官 | 約翰·克里斯多福·古斯塔夫 （1763年–1828年） 外交官 |  |  |  |  |  |  |  |  |  |  |  |  |  |  |  |  |  |  |  |  |  |  |  |  |  |  |  |  |  |  |  |  |
|                                            |                                            |                                            |                                            |                                            |                                            |  |  |                                              |                                              |                                              |                                              |                                              |                                              |  |  |                                                |                                                |                                                |                                                |                                                |                                                |  |  |                                                     |                                                     |                                                     |                                                     |                                                     |                                                     |  |  |                                     |                                     |                                     |                                     |                                     |                                     |  |  |                                                   |                                                   |                                                   |                                                   |                                                   |                                                   |  |  |  |  |  |  |  |  |  |  |  |  |  |  |  |  |  |  |  |  |  |  |  |  |  |  |  |  |  |  |  |  |
| 奧托·威廉 （1819年–1905年） 天文學家       | 奧托·威廉 （1819年–1905年） 天文學家       | 奧托·威廉 （1819年–1905年） 天文學家       | 奧托·威廉 （1819年–1905年） 天文學家       | 奧托·威廉 （1819年–1905年） 天文學家       | 奧托·威廉 （1819年–1905年） 天文學家       |  |  | 根里克 （1822年 - 1908年） 化學家            | 根里克 （1822年 - 1908年） 化學家            | 根里克 （1822年 - 1908年） 化學家            | 根里克 （1822年 - 1908年） 化學家            | 根里克 （1822年 - 1908年） 化學家            | 根里克 （1822年 - 1908年） 化學家            |  |  | 伯恩加德 （1827年 - 1889年） 俄羅斯官員        | 伯恩加德 （1827年 - 1889年） 俄羅斯官員        | 伯恩加德 （1827年 - 1889年） 俄羅斯官員        | 伯恩加德 （1827年 - 1889年） 俄羅斯官員        | 伯恩加德 （1827年 - 1889年） 俄羅斯官員        | 伯恩加德 （1827年 - 1889年） 俄羅斯官員        |  |  | 卡爾 （1835年–1907年） 政治家                       | 卡爾 （1835年–1907年） 政治家                       | 卡爾 （1835年–1907年） 政治家                       | 卡爾 （1835年–1907年） 政治家                       | 卡爾 （1835年–1907年） 政治家                       | 卡爾 （1835年–1907年） 政治家                       |  |  | 約翰·路德維希 （1812年–1898年）     | 約翰·路德維希 （1812年–1898年）     | 約翰·路德維希 （1812年–1898年）     | 約翰·路德維希 （1812年–1898年）     | 約翰·路德維希 （1812年–1898年）     | 約翰·路德維希 （1812年–1898年）     |  |  | 古斯塔夫 （1805年–1870年） 政治家                 | 古斯塔夫 （1805年–1870年） 政治家                 | 古斯塔夫 （1805年–1870年） 政治家                 | 古斯塔夫 （1805年–1870年） 政治家                 | 古斯塔夫 （1805年–1870年） 政治家                 | 古斯塔夫 （1805年–1870年） 政治家                 |  |  |  |  |  |  |  |  |  |  |  |  |  |  |  |  |  |  |  |  |  |  |  |  |  |  |  |  |  |  |  |  |
| 奧托·威廉 （1819年–1905年） 天文學家       | 奧托·威廉 （1819年–1905年） 天文學家       | 奧托·威廉 （1819年–1905年） 天文學家       | 奧托·威廉 （1819年–1905年） 天文學家       | 奧托·威廉 （1819年–1905年） 天文學家       | 奧托·威廉 （1819年–1905年） 天文學家       |  |  | 根里克 （1822年 - 1908年） 化學家            | 根里克 （1822年 - 1908年） 化學家            | 根里克 （1822年 - 1908年） 化學家            | 根里克 （1822年 - 1908年） 化學家            | 根里克 （1822年 - 1908年） 化學家            | 根里克 （1822年 - 1908年） 化學家            |  |  | 伯恩加德 （1827年 - 1889年） 俄羅斯官員        | 伯恩加德 （1827年 - 1889年） 俄羅斯官員        | 伯恩加德 （1827年 - 1889年） 俄羅斯官員        | 伯恩加德 （1827年 - 1889年） 俄羅斯官員        | 伯恩加德 （1827年 - 1889年） 俄羅斯官員        | 伯恩加德 （1827年 - 1889年） 俄羅斯官員        |  |  | 卡爾 （1835年–1907年） 政治家                       | 卡爾 （1835年–1907年） 政治家                       | 卡爾 （1835年–1907年） 政治家                       | 卡爾 （1835年–1907年） 政治家                       | 卡爾 （1835年–1907年） 政治家                       | 卡爾 （1835年–1907年） 政治家                       |  |  | 約翰·路德維希 （1812年–1898年）     | 約翰·路德維希 （1812年–1898年）     | 約翰·路德維希 （1812年–1898年）     | 約翰·路德維希 （1812年–1898年）     | 約翰·路德維希 （1812年–1898年）     | 約翰·路德維希 （1812年–1898年）     |  |  | 古斯塔夫 （1805年–1870年） 政治家                 | 古斯塔夫 （1805年–1870年） 政治家                 | 古斯塔夫 （1805年–1870年） 政治家                 | 古斯塔夫 （1805年–1870年） 政治家                 | 古斯塔夫 （1805年–1870年） 政治家                 | 古斯塔夫 （1805年–1870年） 政治家                 |  |  |  |  |  |  |  |  |  |  |  |  |  |  |  |  |  |  |  |  |  |  |  |  |  |  |  |  |  |  |  |  |
|                                            |                                            |                                            |                                            |                                            |                                            |  |  |                                              |                                              |                                              |                                              |                                              |                                              |  |  |                                                |                                                |                                                |                                                |                                                |                                                |  |  |                                                     |                                                     |                                                     |                                                     |                                                     |                                                     |  |  |                                     |                                     |                                     |                                     |                                     |                                     |  |  |                                                   |                                                   |                                                   |                                                   |                                                   |                                                   |  |  |  |  |  |  |  |  |  |  |  |  |  |  |  |  |  |  |  |  |  |  |  |  |  |  |  |  |  |  |  |  |
| 卡爾·赫爾曼 （1854年–1920年） 天文學家     | 卡爾·赫爾曼 （1854年–1920年） 天文學家     | 卡爾·赫爾曼 （1854年–1920年） 天文學家     | 卡爾·赫爾曼 （1854年–1920年） 天文學家     | 卡爾·赫爾曼 （1854年–1920年） 天文學家     | 卡爾·赫爾曼 （1854年–1920年） 天文學家     |  |  | 古斯塔夫·路德維希 （1858年–1920年） 天文學家 | 古斯塔夫·路德維希 （1858年–1920年） 天文學家 | 古斯塔夫·路德維希 （1858年–1920年） 天文學家 | 古斯塔夫·路德維希 （1858年–1920年） 天文學家 | 古斯塔夫·路德維希 （1858年–1920年） 天文學家 | 古斯塔夫·路德維希 （1858年–1920年） 天文學家 |  |  | 瓦西里·伯恩加多維奇 （1854年–1912年） 數學家   | 瓦西里·伯恩加多維奇 （1854年–1912年） 數學家   | 瓦西里·伯恩加多維奇 （1854年–1912年） 數學家   | 瓦西里·伯恩加多維奇 （1854年–1912年） 數學家   | 瓦西里·伯恩加多維奇 （1854年–1912年） 數學家   | 瓦西里·伯恩加多維奇 （1854年–1912年） 數學家   |  |  | 彼得·伯恩加多維奇 （1870年–1944年） 革命家          | 彼得·伯恩加多維奇 （1870年–1944年） 革命家          | 彼得·伯恩加多維奇 （1870年–1944年） 革命家          | 彼得·伯恩加多維奇 （1870年–1944年） 革命家          | 彼得·伯恩加多維奇 （1870年–1944年） 革命家          | 彼得·伯恩加多維奇 （1870年–1944年） 革命家          |  |  | 阿列克謝·彼德羅維奇                 | 阿列克謝·彼德羅維奇                 | 阿列克謝·彼德羅維奇                 | 阿列克謝·彼德羅維奇                 | 阿列克謝·彼德羅維奇                 | 阿列克謝·彼德羅維奇                 |  |  |                                                   |                                                   |                                                   |                                                   |                                                   |                                                   |  |  |  |  |  |  |  |  |  |  |  |  |  |  |  |  |  |  |  |  |  |  |  |  |  |  |  |  |  |  |  |  |
| 卡爾·赫爾曼 （1854年–1920年） 天文學家     | 卡爾·赫爾曼 （1854年–1920年） 天文學家     | 卡爾·赫爾曼 （1854年–1920年） 天文學家     | 卡爾·赫爾曼 （1854年–1920年） 天文學家     | 卡爾·赫爾曼 （1854年–1920年） 天文學家     | 卡爾·赫爾曼 （1854年–1920年） 天文學家     |  |  | 古斯塔夫·路德維希 （1858年–1920年） 天文學家 | 古斯塔夫·路德維希 （1858年–1920年） 天文學家 | 古斯塔夫·路德維希 （1858年–1920年） 天文學家 | 古斯塔夫·路德維希 （1858年–1920年） 天文學家 | 古斯塔夫·路德維希 （1858年–1920年） 天文學家 | 古斯塔夫·路德維希 （1858年–1920年） 天文學家 |  |  | 瓦西里·伯恩加多維奇 （1854年–1912年） 數學家   | 瓦西里·伯恩加多維奇 （1854年–1912年） 數學家   | 瓦西里·伯恩加多維奇 （1854年–1912年） 數學家   | 瓦西里·伯恩加多維奇 （1854年–1912年） 數學家   | 瓦西里·伯恩加多維奇 （1854年–1912年） 數學家   | 瓦西里·伯恩加多維奇 （1854年–1912年） 數學家   |  |  | 彼得·伯恩加多維奇 （1870年–1944年） 革命家          | 彼得·伯恩加多維奇 （1870年–1944年） 革命家          | 彼得·伯恩加多維奇 （1870年–1944年） 革命家          | 彼得·伯恩加多維奇 （1870年–1944年） 革命家          | 彼得·伯恩加多維奇 （1870年–1944年） 革命家          | 彼得·伯恩加多維奇 （1870年–1944年） 革命家          |  |  | 阿列克謝·彼德羅維奇                 | 阿列克謝·彼德羅維奇                 | 阿列克謝·彼德羅維奇                 | 阿列克謝·彼德羅維奇                 | 阿列克謝·彼德羅維奇                 | 阿列克謝·彼德羅維奇                 |  |  |                                                   |                                                   |                                                   |                                                   |                                                   |                                                   |  |  |  |  |  |  |  |  |  |  |  |  |  |  |  |  |  |  |  |  |  |  |  |  |  |  |  |  |  |  |  |  |
| 格奧爾格·赫爾曼 （1886年–1933年） 天文學家 | 格奧爾格·赫爾曼 （1886年–1933年） 天文學家 | 格奧爾格·赫爾曼 （1886年–1933年） 天文學家 | 格奧爾格·赫爾曼 （1886年–1933年） 天文學家 | 格奧爾格·赫爾曼 （1886年–1933年） 天文學家 | 格奧爾格·赫爾曼 （1886年–1933年） 天文學家 |  |  | 奥托 （1897年–1963年） 天文學家              | 奥托 （1897年–1963年） 天文學家              | 奥托 （1897年–1963年） 天文學家              | 奥托 （1897年–1963年） 天文學家              | 奥托 （1897年–1963年） 天文學家              | 奥托 （1897年–1963年） 天文學家              |  |  | 瓦西里·瓦西里耶維奇 （1889年–1965年） 歷史學家 | 瓦西里·瓦西里耶維奇 （1889年–1965年） 歷史學家 | 瓦西里·瓦西里耶維奇 （1889年–1965年） 歷史學家 | 瓦西里·瓦西里耶維奇 （1889年–1965年） 歷史學家 | 瓦西里·瓦西里耶維奇 （1889年–1965年） 歷史學家 | 瓦西里·瓦西里耶維奇 （1889年–1965年） 歷史學家 |  |  | 格列布 （1898年–1985年） 詩人                       | 格列布 （1898年–1985年） 詩人                       | 格列布 （1898年–1985年） 詩人                       | 格列布 （1898年–1985年） 詩人                       | 格列布 （1898年–1985年） 詩人                       | 格列布 （1898年–1985年） 詩人                       |  |  |                                     |                                     |                                     |                                     |                                     |                                     |  |  |                                                   |                                                   |                                                   |                                                   |                                                   |                                                   |  |  |  |  |  |  |  |  |  |  |  |  |  |  |  |  |  |  |  |  |  |  |  |  |  |  |  |  |  |  |  |  |
| 格奧爾格·赫爾曼 （1886年–1933年） 天文學家 | 格奧爾格·赫爾曼 （1886年–1933年） 天文學家 | 格奧爾格·赫爾曼 （1886年–1933年） 天文學家 | 格奧爾格·赫爾曼 （1886年–1933年） 天文學家 | 格奧爾格·赫爾曼 （1886年–1933年） 天文學家 | 格奧爾格·赫爾曼 （1886年–1933年） 天文學家 |  |  | 奥托 （1897年–1963年） 天文學家              | 奥托 （1897年–1963年） 天文學家              | 奥托 （1897年–1963年） 天文學家              | 奥托 （1897年–1963年） 天文學家              | 奥托 （1897年–1963年） 天文學家              | 奥托 （1897年–1963年） 天文學家              |  |  | 瓦西里·瓦西里耶維奇 （1889年–1965年） 歷史學家 | 瓦西里·瓦西里耶維奇 （1889年–1965年） 歷史學家 | 瓦西里·瓦西里耶維奇 （1889年–1965年） 歷史學家 | 瓦西里·瓦西里耶維奇 （1889年–1965年） 歷史學家 | 瓦西里·瓦西里耶維奇 （1889年–1965年） 歷史學家 | 瓦西里·瓦西里耶維奇 （1889年–1965年） 歷史學家 |  |  | 格列布 （1898年–1985年） 詩人                       | 格列布 （1898年–1985年） 詩人                       | 格列布 （1898年–1985年） 詩人                       | 格列布 （1898年–1985年） 詩人                       | 格列布 （1898年–1985年） 詩人                       | 格列布 （1898年–1985年） 詩人                       |  |  |                                     |                                     |                                     |                                     |                                     |                                     |  |  |                                                   |                                                   |                                                   |                                                   |                                                   |                                                   |  |  |  |  |  |  |  |  |  |  |  |  |  |  |  |  |  |  |  |  |  |  |  |  |  |  |  |  |  |  |  |  |
| 威爾弗里德 （1914年–1992年） 天文學家      |                                            |                                            |                                            |                                            |                                            |  |  |                                              |                                              |                                              |                                              |                                              |                                              |  |  |                                                |                                                |                                                |                                                |                                                |                                                |  |  |                                                     |                                                     |                                                     |                                                     |                                                     |                                                     |  |  |                                     |                                     |                                     |                                     |                                     |                                     |  |  |                                                   |                                                   |                                                   |                                                   |                                                   |                                                   |  |  |  |  |  |  |  |  |  |  |  |  |  |  |  |  |  |  |  |  |  |  |  |  |  |  |  |  |  |  |  |  |

## 外部連結
- Google Books Preview: Resolute and undertaking characters: the lives of Wilhelm and Otto Struve By Alan Henry Batten
- 维基共享资源上的相關多媒體資源：斯特魯維家族